# جندیسین
جندیسین (به انگلیسی: Gendicine) یک داروی ژن درمانی است که برای درمان بیماران مبتلا به کارسینوم سلول سنگفرشی سر و گردن مرتبط با جهش در ژن پی۵۳ استفاده می‌شود. این شامل آدنوویروس نوترکیب است که برای کد کردن پروتئین پی۵۳ (rAd-p53) مهندسی شده‌است و توسط شنزن سی‌بیونو جن‌تک (Shenzhen SiBiono GeneTech) ساخته شده‌است.
جندیسین اولین محصول ژن درمانی بود که پس از تأیید سازمان غذا و داروی دولتی چین در سال ۲۰۰۳، تاییدیه نظارتی را برای استفاده بالینی در انسان دریافت کرد.